# Apoftegmaty ojców pustyni

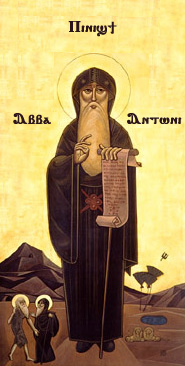
Antoni Wielki, ikona koptyjska

Apoftegmaty ojców pustyni (gr. apofthegmata ton pateron, logoi ton geronton; łac. apophtegmata lub sententiae patrum, verba lub dicta seniorum)  – zbiory sentencji i budujących przykładów z życia znanych mnichów i ascetów.
Najważniejszy z zachowanych zbiorów powstał na początku VI wieku w Egipcie; jest to zbiór grecki zawierający ułożone alfabetycznie imiona słynnych ascetów z IV i V wieku, a przy każdym z imion "powiedzenia" (logoi) oraz "czyny" (erga, praxeis). Autor – nieznany z imienia egipski mnich – wykorzystał do tworzenia tego zbioru dawniejsze kolekcje oraz tradycję ustną. Przypuszczalnie część "powiedzeń" i "czynów" zaczerpnął z dostępnych mu pism. Zbiór ten ma dużą wartość historyczną.
Apoftegmaty odegrały dużą rolę w kształtowaniu się pierwotnego monastycyzmu oraz ideałów mniszej ascezy i pobożności.